# Сибила Анжуйска
Сибила Анжуйска (на френски: Sibylle d’Anjou; * ок. 1112; † 1165, Витания, Йерусалимско кралство) от Анжуйската династия, е принцеса от Йерусалимското кралство и чрез женитба графиня на Фландрия (1139 – 1165, регентка 1147 – 1150).

## Живот
Тя е втората дъщеря на крал Фулк Йерусалимски (1092 – 1144) и първата му съпруга Ирменгарда (Ерембуга) де Ла Флеш († 1126). По-голяма полусестра е на кралете на Йерусалим Балдуин III и Амалрих I.
Сибила се омъжва през 1123 г. за норманския титулар-херцог Вилхелм Клито († 1128). Заради кръвното им родство бракът е анулиран през 1124 г. от папа Хонорий II по нареждане на крал Хенри I, чичото на Вилхелм. Баща ѝ става през 1131 г. крал на Йерусалим.
През 1139 г. Сибила се омъжва за Дитрих Елзаски (1099 – 1168), граф на Фландрия от Дом Шатеноа. Тя е неговата втора съпруга. Те се връщат във Фландрия. През 1147 – 1150 г., по времето на Втория кръстоносен поход, Дитрих отива отново в Йерусалимското кралство, a Сибила го замества във Фландрия.
През 1157 г. Сибила и Дитрих отиват на поклонение в Светите земи и тя се разделя от него и става там монахиня в манастира „Св. Лазар“ във Витания, където нейната леля Йовета е игуменка. Умира през 1165 г. във Витания.

## Деца
Сибила и Дитрих имат седем деца:
- Балдуин († пр. 1154)
- Филип I († 1191), граф на Фландрия, ∞ I) Елизабет, графиня на Вермандоа († 1183), дъщеря на граф Раул I, ∞ II) Тереза Португалска († 1218), дъщеря на крал Афонсу I от Португалия
- Матийо I Елзаски († 1173) ∞ графиня Мария Булонска
- Маргарета († 1194), 1191 графиня на Фландрия, ∞ I) Раул II, 1160 граф на Вермандоа († 1167) (Дом Франция-Вермандоа), ∞ II) Балдуин V, граф на Хенегау (Дом Фландрия)
- Гертруда († 1186), ∞ I) пр. 1155 (пр. 1162 разведена) Хумберт от Савоя, ∞ II) сл. 1158 Хуг III д’Оаси, кастелан на Камбре
- Матилда († пр. 1194), от 1187 г. абтеса на Fontrevault
- Петер († 1176), от 1167 г. епископ на Камбре, ∞ Матилда от Бургундия († 1219), дъщеря на Раймонд от Бургундия